# Solbach
Solbach est une commune française située dans la circonscription administrative du Bas-Rhin et, depuis le 1er janvier 2021, dans le territoire de la Collectivité européenne d'Alsace, en région Grand Est.
Cette commune se trouve dans la région historique et culturelle d'Alsace.

## Géographie

### Localisation
Solbach se situe à cheval entre la vallée de la Rothaine et la vallée de la Schirgoutte. Commune étagée au-dessus des forêts de Fouday, elle est proche du col de la Perheux, alors haut lieu du Ban de la Roche qui s'élève à 699 mètres d'altitude. Le point culminant de la commune est le mont Saint-Jean, à 750 mètres d'altitude, grande colline de chaumes qui surplombe l'agglomération. De nombreuses dessertes reliant le village au col de la Perheux contournent cette colline, très prisée des randonneurs.
Solbach a pour communes limitrophes Rothau au nord, La Broque au nord-ouest, Fouday à l'ouest, au sud-ouest et au sud, Waldersbach au sud-est et à l'est et Wildersbach au nord-est.
À retenir que Solbach est à ce jour la moins peuplée des huit anciennes annexes du Ban de la Roche, et l'avant-dernière des 23 communes des cantons de Schirmeck et de Sâales réunis en termes de population, devant Blancherupt.

### Communes limitrophes
| La Broque | Rothau  | Wildersbach |
| Plaine    | Solbach | Waldersbach |
| Fouday    | Fouday  | Waldersbach |

### Hydrographie
La commune est dans le bassin versant du Rhin au sein du bassin Rhin-Meuse. Elle est drainée par la Bruche,.
La Bruche, d'une longueur de 77 km, prend sa source dans la commune de Urbeis et se jette  dans l'Ill à Strasbourg, après avoir traversé 37 communes. 

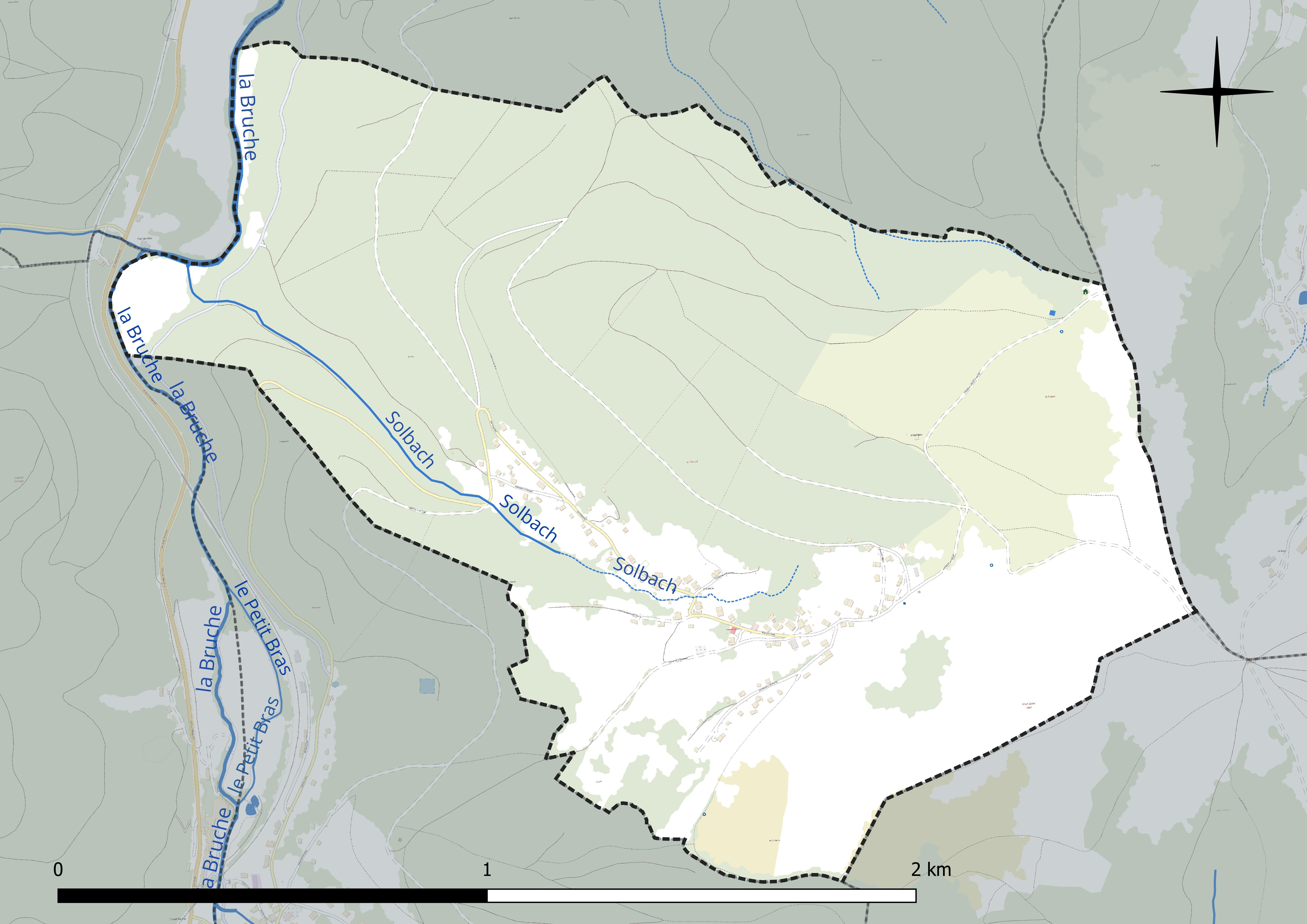
Réseau hydrographique de Solbach.

### Climat
Pour des articles plus généraux, voir Climat du Grand Est et Climat du Bas-Rhin.
En 2010, le climat de la commune est de type climat de montagne, selon une étude du Centre national de la recherche scientifique s'appuyant sur une série de données couvrant la période 1971-2000. En 2020, Météo-France publie une typologie des climats de la France métropolitaine dans laquelle la commune est exposée à un climat semi-continental et est dans la région climatique  Vosges, caractérisée par une pluviométrie très élevée (1 500 à 2 000 mm/an) en toutes saisons et un hiver rude (moins de 1 °C). 
Pour la période 1971-2000, la température annuelle moyenne est de 8,3 °C, avec une amplitude thermique annuelle de 16,1 °C. Le cumul annuel moyen de précipitations est de 1 287 mm, avec 13,6 jours de précipitations en janvier et 12 jours en juillet. Pour la période 1991-2020, la température moyenne annuelle observée sur la station météorologique de Météo-France la plus proche, « Belmont », sur la commune de Belmont à 3 km à vol d'oiseau, est de 7,0 °C et le cumul annuel moyen de précipitations est de 1 341,9 mm. 
La température maximale relevée sur cette station est de 30,9 °C, atteinte le 5 juillet 2015 ; la température minimale est de −20,3 °C, atteinte le 20 décembre 2009,,. 
Les paramètres climatiques de la commune ont été estimés pour le milieu du siècle (2041-2070) selon différents scénarios d'émission de gaz à effet de serre à partir des nouvelles projections climatiques de référence DRIAS-2020. Ils sont consultables sur un site dédié publié par Météo-France en novembre 2022.

## Urbanisme

### Typologie
Au 1er janvier 2024, Solbach est catégorisée commune rurale à habitat dispersé, selon la nouvelle grille communale de densité à sept niveaux définie par l'Insee en 2022.
Elle est située hors unité urbaine. Par ailleurs la commune fait partie de l'aire d'attraction de Strasbourg (partie française), dont elle est une commune de la couronne,. Cette aire, qui regroupe 268 communes, est catégorisée dans les aires de 700 000 habitants ou plus (hors Paris),.

### Occupation des sols
L'occupation des sols de la commune, telle qu'elle ressort de la base de données européenne d’occupation biophysique des sols Corine Land Cover (CLC), est marquée par l'importance des forêts et milieux semi-naturels (81,9 % en 2018), en augmentation par rapport à 1990 (77,9 %). La répartition détaillée en 2018 est la suivante : 
forêts (60,1 %), milieux à végétation arbustive et/ou herbacée (21,8 %), zones urbanisées (9,3 %), prairies (8,8 %). L'évolution de l’occupation des sols de la commune et de ses infrastructures peut être observée sur les différentes représentations cartographiques du territoire : la carte de Cassini (XVIIIe siècle), la carte d'état-major (1820-1866) et les cartes ou photos aériennes de l'IGN pour la période actuelle (1950 à aujourd'hui).

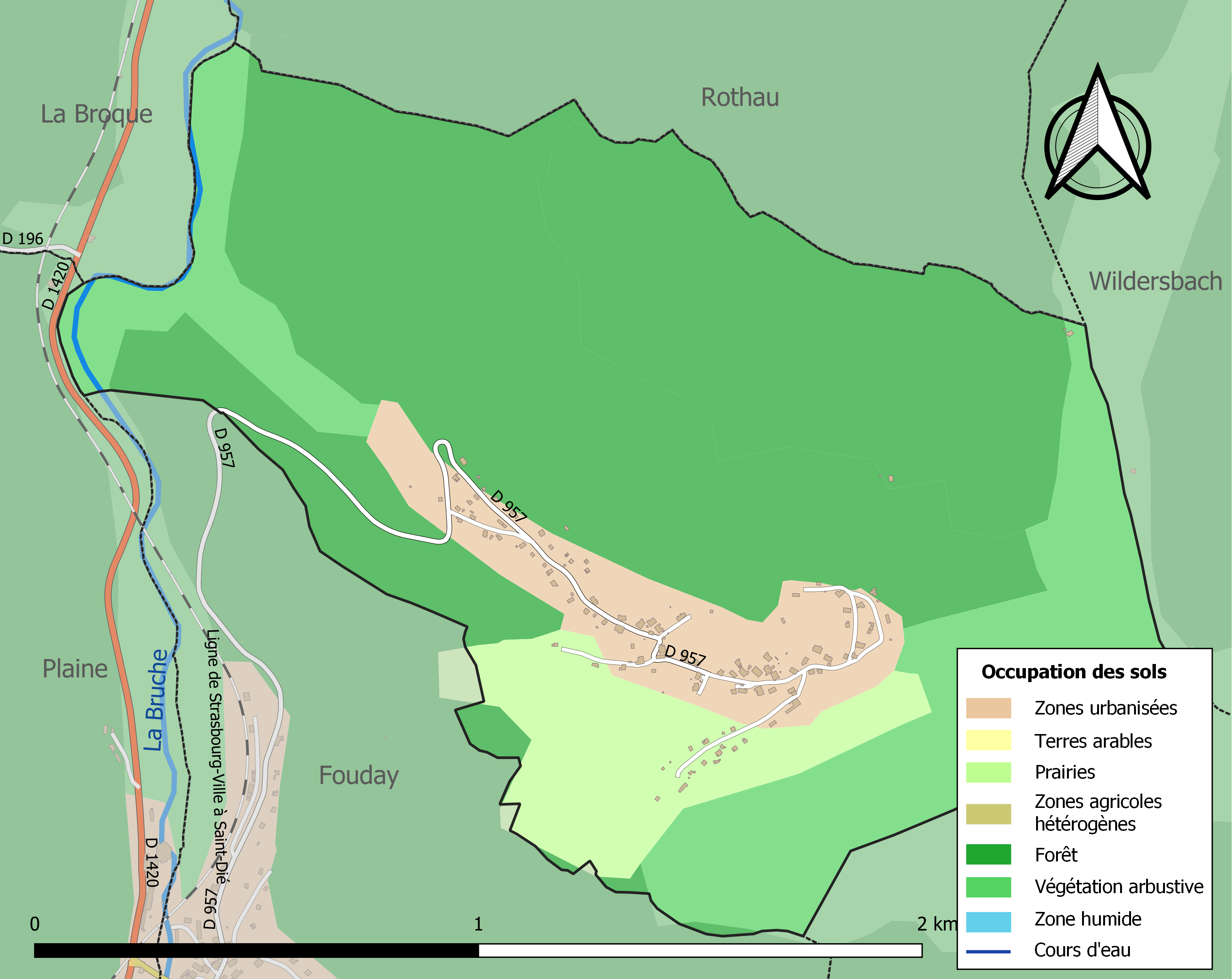
Carte des infrastructures et de l'occupation des sols de la commune en 2018 (CLC).

## Toponymie
Composé du germanique sol (salé) et bach (ruisseau), ce qui se traduit par « ruisseau salé ».[réf. nécessaire]

## Histoire
L'histoire de Solbach est intimement liée à celle du Ban de la Roche, puisque la commune faisait partie de ce territoire avant la révolution. L'étymologie de ce village viendrait de langue alsacienne « Solbach » qui voudrait dire « Ruisseau Salé ». Autrefois ce village s'étalait au bord de la schleiffe de Berhine, qui mène du chemin vicinal de la folie à l'actuelle rue Principale, à environ 150 mètres au-dessus du panneau d'entrée du village.
Puisqu'il n'y a pas eu d'usines textiles implantées comme dans la plupart des villages voisins, l'agriculture a toujours été très présente dans ce village.

## Politique et administration

### Liste des maires
| Période                                  | Période                  | Identité                                    | Étiquette | Qualité |
| ---------------------------------------- | ------------------------ | ------------------------------------------- | --------- | ------- |
| Les données manquantes sont à compléter. |                          |                                             |           |         |
| mars 2001                                | En cours (au 31mai 2020) | Ervain Loux, Réélu pour le mandat 2020-2026 |           |         |

### Jumelages

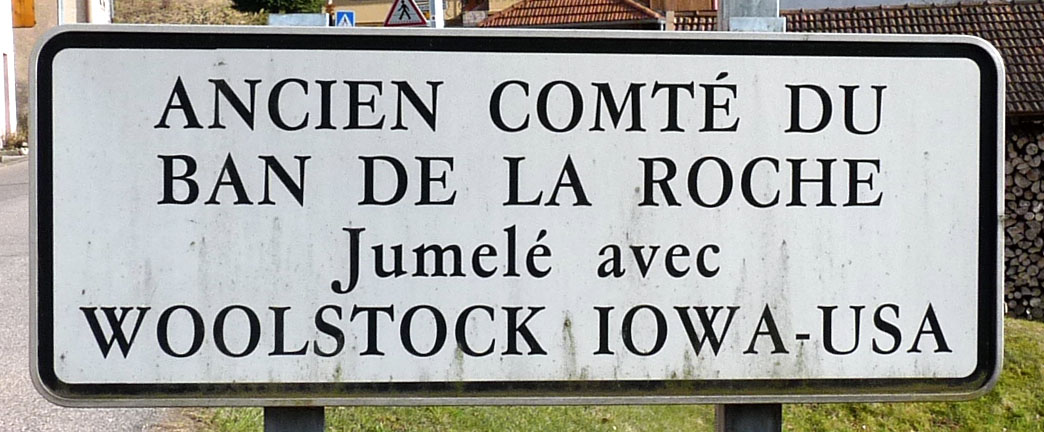
Jumelage avec Woolstock.

Comme sept autres communes du Ban de la Roche (Bellefosse, Belmont, Fouday, Neuviller-la-Roche, Rothau, Wildersbach et Waldersbach), Solbach est jumelée depuis le 15 juillet 1984 avec Woolstock, une petite localité américaine de l'Iowa qui a accueilli au XIXe siècle des immigrants en provenance du Ban de la Roche.

## Population et société

### Démographie
L'évolution du nombre d'habitants est connue à travers les recensements de la population effectués dans la commune depuis 1793. Pour les communes de moins de 10 000 habitants, une enquête de recensement portant sur toute la population est réalisée tous les cinq ans, les populations de référence des années intermédiaires étant quant à elles estimées par interpolation ou extrapolation. Pour la commune, le premier recensement exhaustif entrant dans le cadre du nouveau dispositif a été réalisé en 2007.

En 2022, la commune comptait 106 habitants, en évolution de +0,95 % par rapport à 2016 (Bas-Rhin : +3,17 %, France hors Mayotte : +2,11 %).
| 1793 | 1800 | 1806 | 1821 | 1831 | 1836 | 1841 | 1846 | 1851 |
| ---- | ---- | ---- | ---- | ---- | ---- | ---- | ---- | ---- |
| 160  | 144  | 190  | 208  | 222  | 222  | 236  | 225  | 230  |

| 1856 | 1861 | 1866 | 1871 | 1875 | 1880 | 1885 | 1890 | 1895 |
| ---- | ---- | ---- | ---- | ---- | ---- | ---- | ---- | ---- |
| 204  | 209  | 201  | 198  | 191  | 199  | 194  | 173  | 158  |

| 1900 | 1905 | 1910 | 1921 | 1926 | 1931 | 1936 | 1946 | 1954 |
| ---- | ---- | ---- | ---- | ---- | ---- | ---- | ---- | ---- |
| 149  | 149  | 145  | 128  | 139  | 126  | 106  | 138  | 110  |

| 1962 | 1968 | 1975 | 1982 | 1990 | 1999 | 2006 | 2007 | 2012 |
| ---- | ---- | ---- | ---- | ---- | ---- | ---- | ---- | ---- |
| 119  | 126  | 116  | 109  | 95   | 100  | 106  | 107  | 112  |

| 2017 | 2022 | - | - | - | - | - | - | - |
| ---- | ---- | - | - | - | - | - | - | - |
| 104  | 106  | - | - | - | - | - | - | - |

## Culture locale et patrimoine

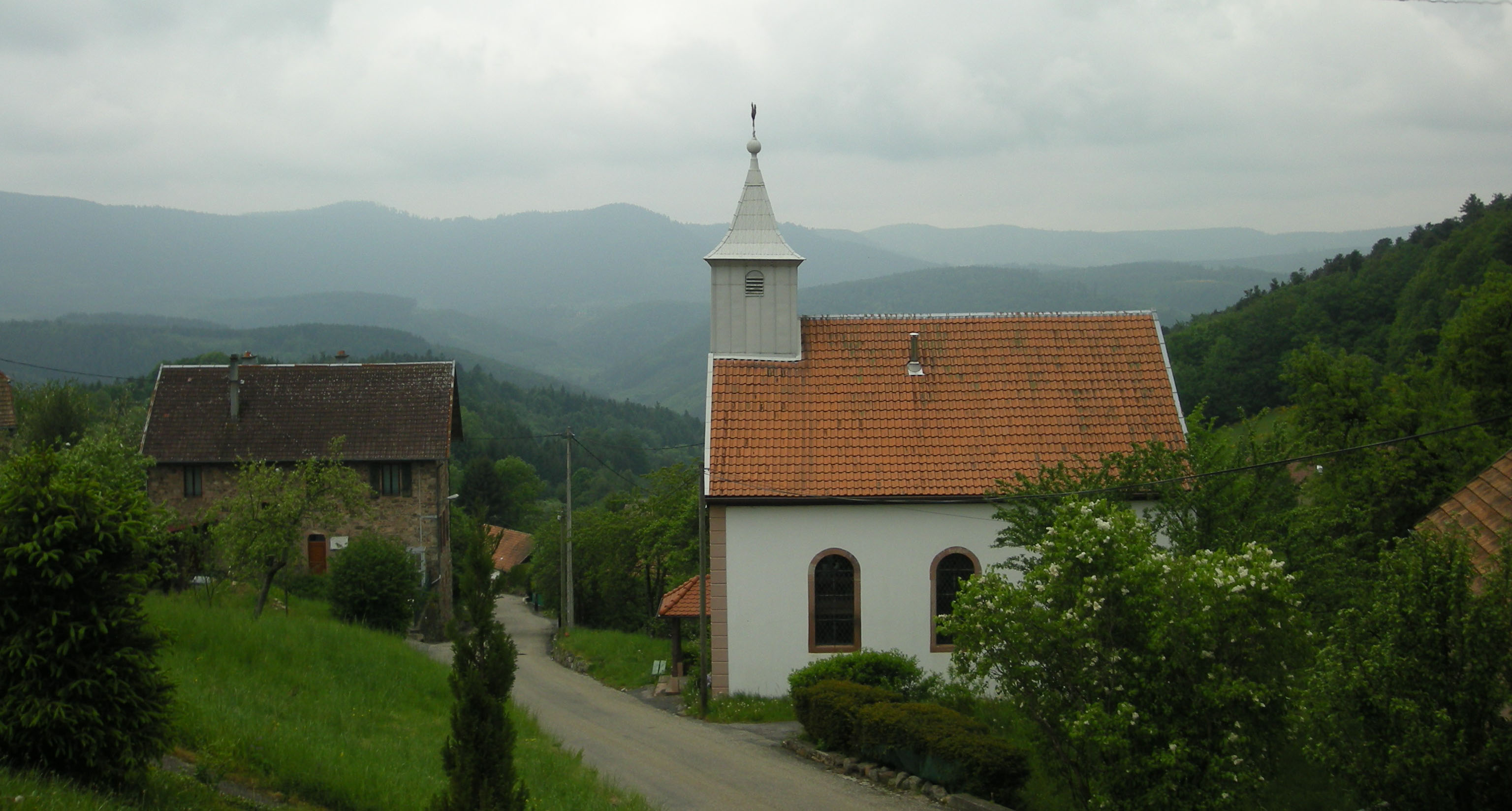
L'église surplombant la vallée.

### Lieux et monuments
- Église surplombant la vallée.

### Culture
- Du 1er au 4 mai 2025 le village accueillera la première édition du Tekno Breizh-mountain festival organisé par le collectif Rennes-Verbier sound system.

### Héraldique
| Blason de Solbach | Blason  | Parti : au premier de gueules aux trois rocs d'échiquier d'argent, au second d'argent à la fasce de sinople, à la bordure de gueules. |
| Blason de Solbach | Détails | |